# Anton Grundel
Anton Grundel (* 5. März 1990 in Karlstad) ist ein schwedischer Eishockeyspieler, der von Mai 2015 bis zur Saison 2018/19 beim Karlskrona HK in der Svenska Hockeyligan unter Vertrag stand.     

## Karriere
Anton Grundel begann seine Karriere als Eishockeyspieler in seiner Heimatstadt in der Nachwuchsabteilung von Färjestad BK, für dessen Profimannschaft er in der Saison 2007/08 sein Debüt in der Elitserien gab. In den folgenden Jahren kam der Verteidiger regelmäßig für den FBK in der höchsten schwedischen Spielklasse zum Einsatz, während er parallel für dessen Kooperationspartner Skåre BK in der drittklassigen Division 1 auflief. In der Saison 2010/11 gelang ihm der Durchbruch im Profiteam von Färjestad BK, mit dem er in dieser Spielzeit erstmals den schwedischen Meistertitel gewann. Zum Titelgewinn trug er mit einer Torvorlage in 34 Spielen bei und stand weiterhin im Rahmen der Saisonvorbereitung zehn Mal in der European Trophy für Färjestad auf dem Eis. Nach über zehn Jahren, die Grundel inklusive seiner Zeit in den Nachwuchsmannschaften beim Färjestad BK verbrachte, wechselte der Schwede im Mai 2015 innerhalb der Liga zum Karlskrona HK und beendete dort auch seine Karriere zur Spielzeit 2018/19.

### International
Für Schweden nahm Grundel an der U18-Junioren-Weltmeisterschaft 2008 teil. Im Turnierverlauf bereitete er in sechs Spielen ein Tor vor.

## Erfolge und Auszeichnungen
- 2011 Schwedischer Meister mit Färjestad BK

## Elitserien-Statistik
(Stand: Ende der Saison 2010/11)